# 摩纳哥国务大臣

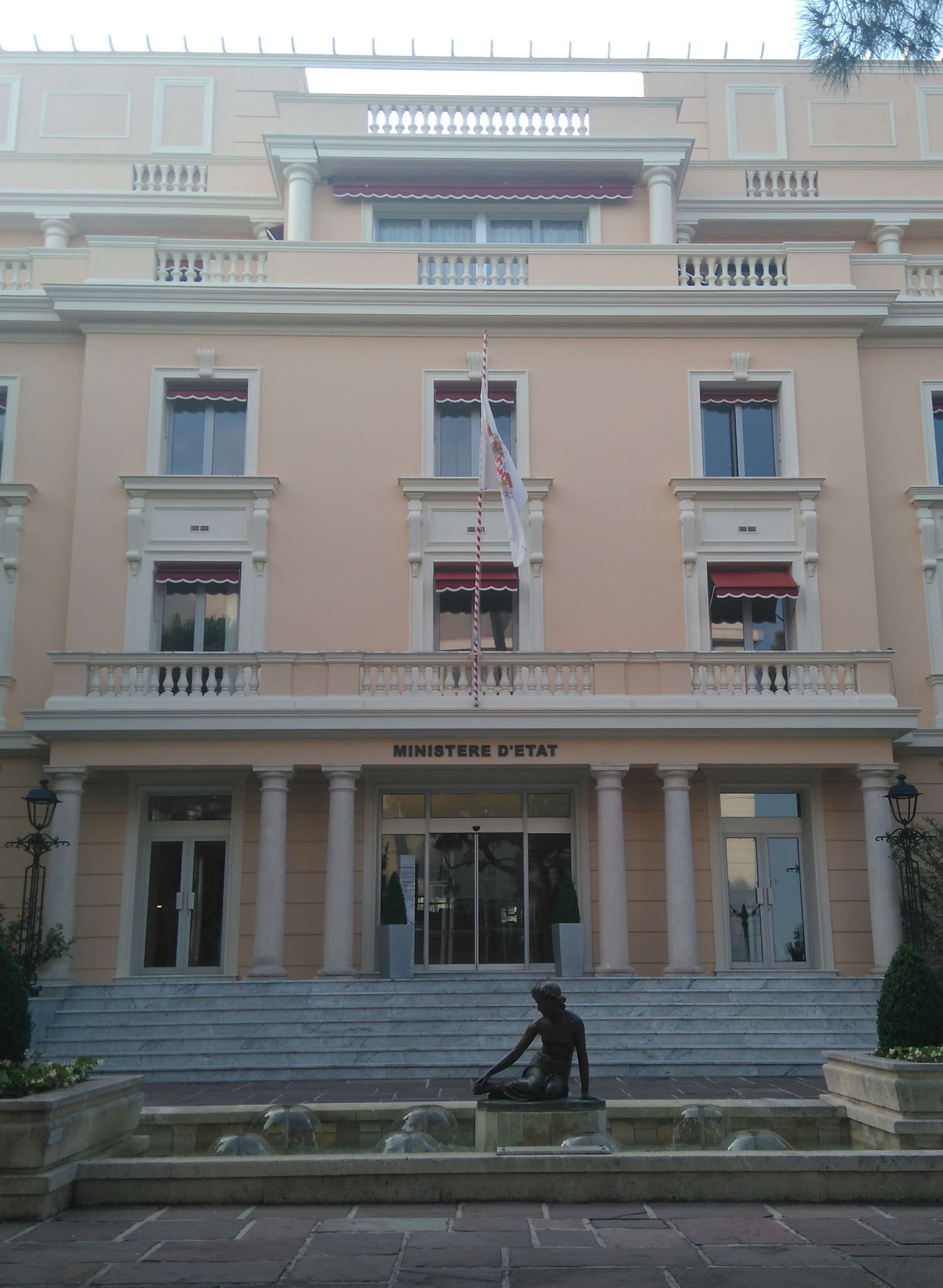
摩納哥首相官邸辦公室入口

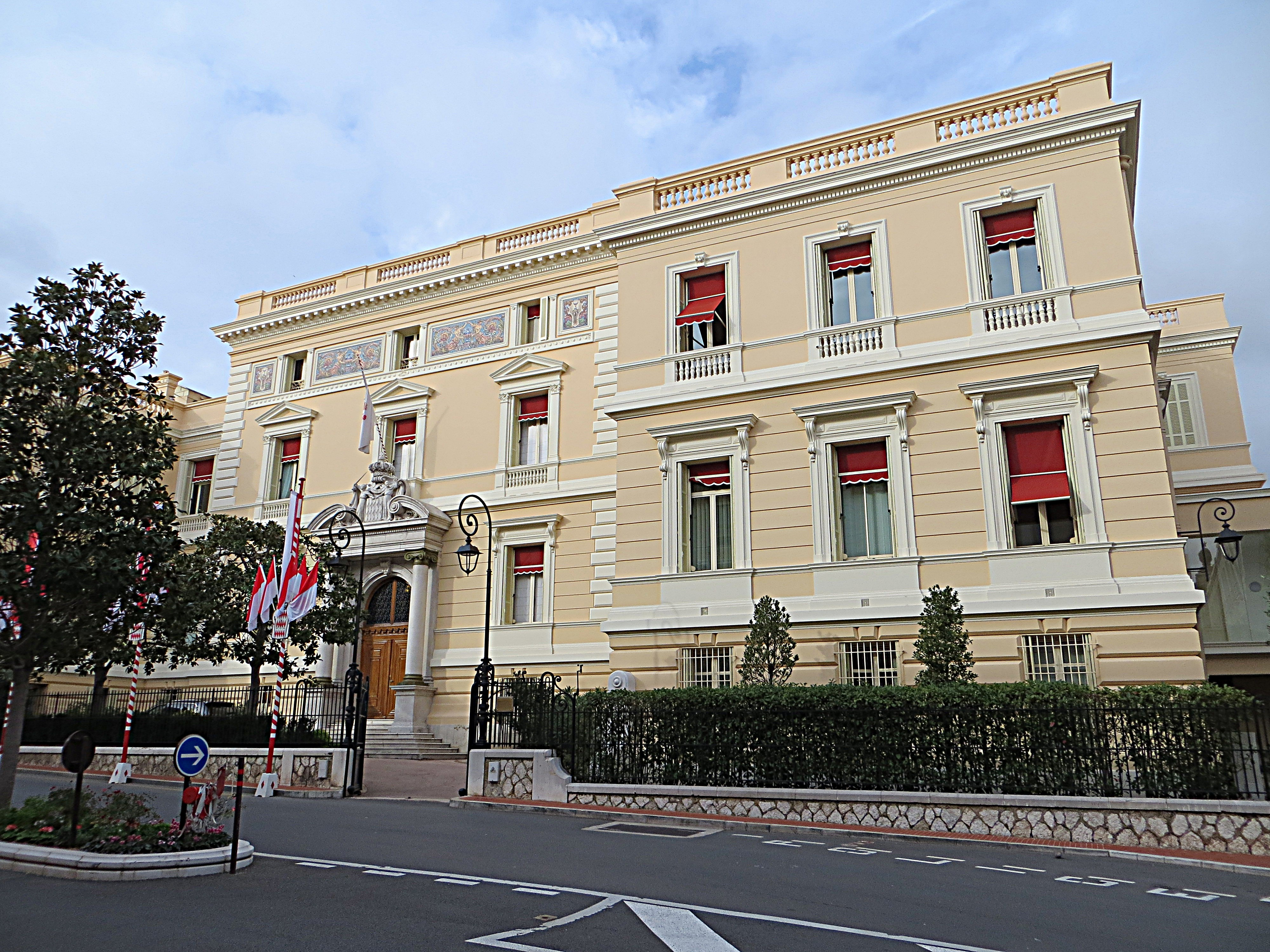
首相官邸入口

摩纳哥国务大臣（法語：Ministre d'État），是摩纳哥政府首脑，又称摩纳哥首相。
国务大臣主持四人政府委员会（内阁）。国务大臣由摩纳哥亲王从法国政府提交的法国公民候选人中选择并任命，根据1962年宪法约定，国务大臣与一院制的国家会议（议会）分享权力。这一立法实体的24名成员是通过普选从名单中产生，任期5年。

## 摩纳哥国务大臣（1911年至今）
| #  | 名 （生卒）                                                 | 任期           | 任期           | 任期   |
| #  | 名 （生卒）                                                 | 上任           | 离任           | 党籍   |
| -- | ----------------------------------------------------------- | -------------- | -------------- | ------ |
| 1  | 埃米尔·弗拉克 Émile Flach （1853–1926）                     | 1911年2月      | 1917年12月     | 无党籍 |
| –  | 乔治·雅卢斯特 Georges Jaloustre （1875–1926） 代理          | 1918年1月      | 1919年2月      | 无党籍 |
| 2  | 雷蒙·勒布尔东 Raymond Le Bourdon （1861–1937）              | 1919年2月19日  | 1923年8月11日  | 无党籍 |
| 3  | 莫里斯·皮耶特 Maurice Piette （1871–1953）                  | 1923年8月11日  | 1932年2月      | 无党籍 |
| –  | 亨利·莫朗 Henry Mauran （1899–1983） 代理                   | 1932年1月      | 1932年6月      | 无党籍 |
| 4  | 莫里斯·布尤-拉丰 Maurice Bouilloux-Lafont （1875–1937）     | 1932年6月      | 1937年6月      | 无党籍 |
| –  | 亨利·莫朗 Henry Mauran （1899–1983） 代理                   | 1937年6月      | 1937年8月      | 无党籍 |
| 5  | 埃米尔·罗布洛 Émile Roblot （1886–1963）                    | 1937年9月15日  | 1944年9月29日  | 无党籍 |
| –  | 皮埃尔·布朗希 Pierre Blanchy （1897–1981） 代理             | 1944年9月29日  | 1944年10月13日 | 无党籍 |
| 6  | 皮埃尔·德维塔斯 Pierre de Witasse （1878–1956）             | 1944年10月13日 | 1948年12月     | 无党籍 |
| –  | 皮埃尔·布朗希 Pierre Blanchy （1897–1981） 代理             | 1949年1月4日   | 1949年7月12日  | 无党籍 |
| 7  | 雅克·吕夫 Jacques Rueff （1896–1978）                       | 1949年7月12日  | 1950年8月1日   | 无党籍 |
| 8  | 皮埃尔·瓦扎尔 Pierre Voizard （1896–1982）                  | 1950年8月1日   | 1953年9月2日   | 无党籍 |
| 9  | 亨利·苏姆 Henry Soum （1899–1983）                          | 1953年11月15日 | 11959年2月12日 | 无党籍 |
| 10 | 埃米尔·佩尔蒂埃 Émile Pelletier （1898–1975）               | 1959年2月12日  | 1962年1月23日  | 无党籍 |
| –  | 皮埃尔·布朗希 Pierre Blanchy （1897–1981） 代理             | 1962年1月23日  | 1963年8月16日  | 无党籍 |
| 11 | 让·雷蒙 Jean Reymond （1912–1986 ）                         | 1963年8月16日  | 1966年12月28日 | 无党籍 |
| 12 | 保罗·德芒热 Paul Demange （1906–1970）                      | 1966年12月28日 | 1969年4月1日   | 无党籍 |
| 13 | 弗朗索瓦-迪迪埃·格雷格 François-Didier Gregh （1906–1992）  | 1969年4月1日   | 1972年5月24日  | 无党籍 |
| 14 | 安德烈·圣姆勒 André Saint-Mleux （1920–2012）               | 1972年5月24日  | 1981年7月      | 无党籍 |
| 15 | 让·埃尔利 Jean Herly （1929–1998）                          | 1981年7月      | 1985年9月16日  | 无党籍 |
| 16 | 让·奥塞伊 Jean Ausseil （1925–2001）                        | 1985年9月16日  | 1991年2月16日  | 无党籍 |
| 17 | 雅克·杜邦 Jacques Dupont （1929–2002）                      | 1991年2月16日  | 1994年12月2日  | 无党籍 |
| 18 | 保罗·迪茹 Paul Dijoud （1938– ）                            | 1994年12月2日  | 1997年2月3日   | 无党籍 |
| 19 | 米歇尔·勒韦克 Michel Lévêque （1933– ）                     | 1997年2月3日   | 2000年1月5日   | 无党籍 |
| 20 | 帕特里克·勒克莱尔 Patrick Leclercq （1938– ）               | 2000年1月5日   | 2005年5月1日   | 无党籍 |
| 21 | 让-保罗·普鲁斯特 Jean-Paul Proust （1940–2010）             | 2005年5月1日   | 2010年3月29日  | 无党籍 |
| 22 | 米歇尔·罗歇 Michel Roger （1949–）                          | 2010年3月29日  | 2015年12月16日 | 无党籍 |
| –  | 吉爾·托內利 Gilles Tonelli （1957–） 代理                   | 2015年12月16日 | 2016年2月1日   | 无党籍 |
| 23 | 塞爾日·特勒 Serge Telle （1955–）                           | 2016年2月1日   | 2020年9月1日   | 无党籍 |
| 24 | 皮埃尔·达尔图 Pierre Dartout （1954–）                      | 2020年9月1日   | 2024年9月2日   | 无党籍 |
| 25 | 迪迪埃·纪尧姆 Didier Guillaume （1959–2025）                | 2024年9月2日   | 2025年1月17日  | 无党籍 |
| –  | 伊莎贝尔·贝罗-阿马德伊 Isabelle Berro-Amadeï （1965–） 代理 | 2025年1月17日  | 2025年7月21日  | 无党籍 |
| 26 | 克里斯托弗·米尔曼 Christophe Mirmand （1961–）              | 2025年7月21日  | 现任           | 无党籍 |